# Европско првенство у атлетици у дворани 1982 — бацање кугле за мушкарце
Такмичење у бацању кугле у мушкој конкуренцији на 13. Европском првенству у атлетици у дворани 1982 одржано је 7. марта у Милану (Италија).
Титулу европског првака освојену на Европском првенству у дворани 1981. у Греноблу није бранио Рејо Столберг из Финске.

## Земље учеснице
Учествовало је 14 бацача кугле из 10 земаља.
1. Аустрија (1)
2. Западна Немачка (1)
3. Италија (3)
4. Југославија (2)
5. Мађарска (1)
6. Пољска (1)
7. Совјетски Савез (1)
8. Уједињено Краљевство (1)
9. Француска (2)
10. Чахословачка (2)

## Рекорди
| Рекорди пре почетка Европског првенства у дворани 1982.     | Рекорди пре почетка Европског првенства у дворани 1982. | Рекорди пре почетка Европског првенства у дворани 1982. | Рекорди пре почетка Европског првенства у дворани 1982. | Рекорди пре почетка Европског првенства у дворани 1982. | Рекорди пре почетка Европског првенства у дворани 1982. |
| ----------------------------------------------------------- | ------------------------------------------------------- | ------------------------------------------------------- | ------------------------------------------------------- | ------------------------------------------------------- | ------------------------------------------------------- |
| Светски рекорд у дворани                                    | Џорџ Вуд                                                | САД                                                     | 22,02                                                   | Инглвуд, САД                                            | 9. фебруар 1974.                                        |
| Европски рекорд у дворани                                   | Удо Бајер                                               | Источна Немачка                                         | 21,10                                                   | Зенфтенберг Источна Немачка                             | 17. фебруар 1978.                                       |
| Рекорди европских првенстава                                | Џефри Кејпс                                             | Уједињено Краљевство                                    | 20,95                                                   | Гетеборг Шведска                                        | 10. март 1974.                                          |
| Најбољи светски резултат сезоне у дворани                   | Кавин Акинс                                             | САД                                                     | 21,38                                                   | Колумбус САД                                            | 13. фебруар 1982.                                       |
| Најбољи европски резултат сезоне у дворани                  | Владимир Милић                                          | Југославија                                             | 20,84                                                   | Милано Италија                                          | 30. јануар 1982.                                        |
| Рекорди после завршеног Европског првенства у дворани 1982. |                                                         |                                                         |                                                         |                                                         |                                                         |
| Нових рекорда није било                                     |                                                         |                                                         |                                                         |                                                         |                                                         |

## Освајачи медаља
|                            |                              |                             |
| Владимир Милић Југославија | Ремигиус Махура Чехословачка | Јован Лазаревић Југославија |

## Резултати

### Финале
| Место | Атлетичар        | Земља                | ЛР    | ЛРС   | Резултат | Белешка |
| ----- | ---------------- | -------------------- | ----- | ----- | -------- | ------- |
|       | Владимир Милић   | Југославија          | 20,64 | 20,64 | 20,45    |         |
|       | Ремигиус Махура  | Чехословачка         |       |       | 20,07    |         |
|       | Јован Лазаревић  | Југославија          |       |       | 19,65    |         |
| 4.    | Владимир Кисељов | Совјетски Савез      | 20,01 |       | 19,55    |         |
| 5.    | Алесандро Андреи | Италија              |       |       | 19,49    |         |
| 6.    | Марко Монтелачи  | Италија              | 20,00 |       | 18,99    |         |
| 7.    | Удо Гелхаузен    | Западна Немачка      |       |       | 18,92    |         |
| 8.    | Ив Брузе         | Француска            | 19,88 |       | 18,54    |         |
| 9.    | Луиђи Синтони    | Италија              |       |       | 18.47    |         |
| 10.   | Лук Видес        | Француска            |       |       | 18,43    |         |
| 11.   | Едвард Сарул     | Пољска               |       |       | 18,36    |         |
| 12.   | Ервин Вајцл      | Аустрија             |       |       | 18,32    |         |
| 13.   | Иштван Качор     | Мађарска             |       |       | 17,91    |         |
| 14.   | Сајмон Родхаус   | Уједињено Краљевство |       |       | 17,87    |         |

## Укупни биланс медаља у бацању кугле за мушкарце после 13. Европског првенства у дворани 1970—1982.
|     | Земља                |    |    |    |    |
| --- | -------------------- | -- | -- | -- | -- |
| 1.  | Источна Немачка      | 3  | 4  | 0  | 7  |
| 2.  | Финска               | 3  | 0  | 0  | 3  |
| 3.  | Југославија          | 2  | 0  | 3  | 5  |
| 4.  | Уједињено Краљевство | 2  | 3  | 1  | 6  |
| 5.  | Чехословачка         | 1  | 2  | 3  | 6  |
| 6.  | Бугарска             | 1  | 0  | 0  | 1  |
| 6.  | Исланд               | 1  | 0  | 0  | 1  |
| 8.  | Пољска               | 0  | 2  | 1  | 3  |
| 9.  | Совјетски Савез      | 0  | 1  | 3  | 4  |
| 10. | Француска            | 0  | 1  | 1  | 2  |
| 11. | Шведска              | 0  | 0  | 1  | 1  |
|     | Укупно {11}          | 13 | 13 | 13 | 39 |

|    | Атлетичар              | Земља                |   |   |   |   |
| -- | ---------------------- | -------------------- | - | - | - | - |
| 1. | Хартмут Бризеник       | Источна Немачка      | 3 | 0 | 0 | 3 |
| 1. | Рејо Столберг          | Финска               | 3 | 0 | 0 | 3 |
| 3. | Џефри Кејпс            | Уједињено Краљевство | 2 | 3 | 1 | 6 |
| 4. | Јарослав Брабец        | Чехословачка         | 1 | 0 | 2 | 3 |
| 5. | Златан Сарачевић       | Југославија          | 1 | 0 | 1 | 2 |
| 6. | Хајнц-Јоахим Ротенбург | Источна Немачка      | 0 | 2 | 0 | 2 |
| 6. | Герд Лохман            | Источна Немачка      | 0 | 2 | 0 | 2 |
| 8. | Владислав Комар        | Пољска               | 0 | 1 | 1 | 2 |
| 8. | Валериј Волкин         | СССР                 | 0 | 1 | 1 | 2 |
| 8. | Јарослав Влк           | Чехословачка         | 0 | 1 | 1 | 2 |